# Pascal Charvet
Pour les articles homonymes, voir Charvet.
Pascal Charvet, né le 7 août 1947, est un linguiste, helléniste, traducteur français et inspecteur général de l’Éducation nationale.

## Biographie
Linguiste et helléniste, spécialiste de René Char, Pascal Charvet est agrégé de lettres classiques, inspecteur général de l’Éducation nationale, directeur de l'ONISEP entre 2008 et 2013 puis vice-recteur de la Polynésie française de mai 2013 à décembre 2014. Après une activité d’enseignement en classes préparatoires aux grandes écoles et d’encadrement de la formation continue des enseignants en secteur prioritaire, il rejoint l’Inspection générale en 2003 sur une double mission en lettres et en enseignements artistiques (Théâtre). Il exerce également durant plus de vingt ans des responsabilités éditoriales aux Éditions Robert Laffont, entre autres pour la collection Bouquins.
Pascal Charvet s'est principalement consacré à la question de la formation, de sa gestion et de sa transmission, à travers l’édition « papier » aussi bien que numérique. Avec le souci de rendre accessible l’information à tous, il a engagé avec ses collaborateurs, et en lien avec ses ministères de tutelle, une série de transformations numériques à l’Onisep avec, entre autres : géolocalisation de toutes les ressources offertes par les établissements et les formations, lancement et généralisation de plates-formes de conseil par tchat, courriel, ou téléphone, monorientationenligne.fr, visant à favoriser l’accompagnement de proximité des élèves, des étudiants et des familles, objectifegalite.fr,
monstageenligne.fr, le Webclasseur Orientation, masecondechance.fr et monindustrie.fr,.
En Polynésie française, il développe MonVR.pf avec son équipe du vice rectorat :  ainsi que des services numériques afférents.
Il est par ailleurs membre du Haut Conseil à l'égalité entre les femmes et les hommes, ancien membre de la Commission de l’image de la femme dans les médias, et porte une attention particulière aux questions de genre dans l’orientation,.
Le 29 janvier 2018, il remet au ministre de l'Éducation nationale un rapport sur la valorisation des langues anciennes intitulé Les Humanités au cœur de l'école.

## Publications

### Littérature générale et scientifique
- Sydney H. Aufrère et Pascal Charvet, Cléopâtre, mémoires secrets, Plon, 2024 (ISBN 978-2-259-32048-1).
- Pascal Charvet (dir.), Annie Collognat (dir.) et Stéphane Gompertz, Pompéi, Bouquins, coll. « La Collection », 2024 (ISBN 978-2221246528).
- Pascal Charvet et Annie Collognat, Quand les champions étaient des dieux : Aux origines de l’olympisme, Libretto, 2024 (ISBN 978-2369148494).
- Annie Collognat et Pascal Charvet, Les Dix-Mille ou l'Anabase, Phébus, 2022.
- Pascal Charvet (dir.), Sydney H. Aufrère, Jean-Marie Kowalski et Arnaud Zucker, Le Quartette d’Alexandrie : Hérodote, Diodore, Strabon, Chérémon, Bouquins, coll. « La Collection », 2021 (ISBN 978-2221248454).
- François Argod-Dutard (dir.), Pascal Charvet (dir.) et Sandrine Lavaud (dir.), Le Voyage aux pays du vin, Robert Laffont, coll. « Bouquins », 2007 (ISBN 978-2-221-10142-1).
- Olivier Battistini (dir.) et Pascal Charvet (dir.), Alexandre le Grand, histoire et dictionnaire, Robert Laffont, coll. « Bouquins », 2004, 1090 p. (ISBN 978-2-221-09784-7).
- Pascal Charvet et Fabrizia Baldissera (traduction), Arrien : le Voyage en Inde d’Alexandre le Grand, NiL Éditions, 2002 (ISBN 978-2841112418).
- Pascal Charvet, Robert Nadal et Jean-Marie Kowalski, Le Tétrabible de Ptolémée : Science et mythologie dans l’Antiquité, NiL Éditions, 2000.
- Jean-Pierre Brunet, Pascal Charvet, Robert Nadal et Arnaud Zucker, Le Ciel : mythes et histoires des constellations : Les Catastérismes d'Ératosthène, NiL Éditions, 1998.
- Pascal Charvet et Jean Yoyotte (traduction et commentaires), Le Voyage de Strabon en Égypte, NiL Éditions, 1997.

### Théâtre
- Avec Stéphane Gompertz, Le roi se meurt d'Eugène Ionesco, étude dramaturgique et didactique réalisée avec Eugène Ionesco et Jorge Lavelli, Gallimard/Armand Colin, 1977.
- La Cantatrice chauve d'Eugène Ionesco, étude dramaturgique et didactique réalisée avec Eugène Ionesco, Gallimard/Armand Colin, 1978.
- Pour pratiquer les textes de théâtre, éd. Duculot/De Boeck, série « Formation continuée », 1985.
- Depuis 1986, collaborateur régulier pour le théâtre à l'Encyclopædia Universalis, Universalia.
- Dom Juan de Molière, étude critique, didactique et dramaturgique avec Bernard Sobel, éditions Bertrand Lacoste, 1998.

### Poésie
- Pascal Charvet, Quand de Diane la lampe et autres poèmes (recueil d'anonymes latins du Moyen Âge inédits), Éditions de la Délirante, 1984.
- Sappho (trad. Pascal Charvet), Poèmes et Fragments, Éditions de La Délirante, 1992
- Pascal Charvet et Anne-Marie Ozanam, Les Grands Textes inédits de la magie gréco-égyptienne, NiL Éditions, coll. « Voix secrètes de l'antiquité », 1994
- Présentation, traduction et commentaire des hymnes d'Orphée, La Prière, préface de Paul Veyne, NiL Éditions, 1995.
- Properce, Cynthia, Élégies amoureuses, ouvrage en typographie, Éd. de l’Imprimerie nationale, 2003 (édition d’art).
- Pascal Charvet, « Le Ventoux me rappelle l’Olympe », Télérama, no hors-série 144 René Char,‎ 2007
- Présentation et coordination de l’ouvrage réalisé avec Marie-Claude Char, Paul Veyne, Marie-Françoise Delecroix et Romain Lancrey Javal, Poèmes en archipel de René Char, Gallimard, 2007